# Sara Battaglia

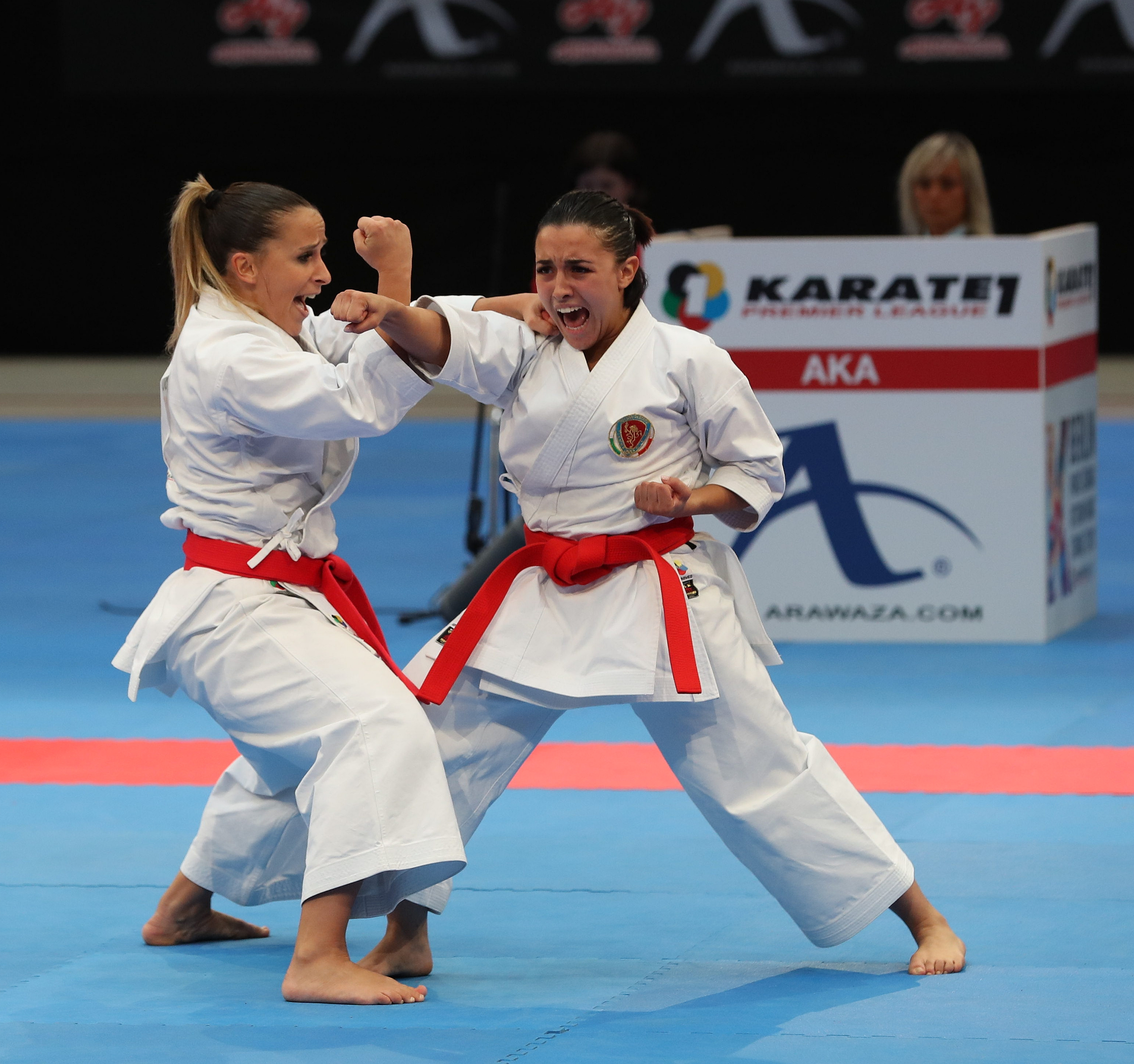
Sara Battaglia, sinistro

Sara Battaglia (Bergamo, 14 giugno 1986) è una karateka italiana, specialista del kata, campionessa mondiale individuale nel 2006 e tre volte campionessa europea a squadre (nel 2013, 2017 e 2018).

## Palmarès
- Mondiali:

1ª Class. kata individuale Tampere (Fin) 2006
2ª Class. kata individuale Tōkyō 2008
1ª Class. kata a squadre Cipro 2005
2ª Class. kata ind.JUNIOR Cipro 2005
2ª Class. kata cadetti Marsiglia (FRA) 2003
3ª Class. kata a squadreTōkyō (Jap) 2008
3ª Class. mond. universitario kata a squadre New York (U.S.A.) 2006
7ª Class. kata ind.Serbia 2010
3ª Class. kata a squadre Serbia 2010
2ª Class. kata a squadre e 7º ind. Parigi 2012
3ª Class. kata a squadre Brema (Ger) 2014
3ª Class. kata a squadre Linz (Austria) 2016
3ª Class. kata a squadre Madrid 2018
- Giochi mondiali:

3ª Class. World Games di kata Cali (COLOMBIA) 2013
3ª Class. World Games di kata Taiwan 2009
- Europei:

1ª Class. kata a squadre Novi Sad (Serbia) 2018
1ª Class. kata squadre Kocaeli (TUR) 2017
1ª Class. kata squadre Budapest 2013
1ª Class. juniores kata squadre Turchia 2007
1ª Class. Campionato delle POLIZIE Tenerife (ES) 2012
2ª Class. kata a squadre TAMPERE (FIN) 2014
2ª Class. kata a squadre Klöden 2011
2ª Class. kata a squadre ATENE 2010
2ª Class. kata a squadre Bratislava 2007
5ª Class. kata ind. Bratislava 2007
2ª Class. kata a squadre Stavanger (Sve) 2006
2ª Class. juniores kata a squadre Podgorica 2005
3ª Class. iuniores kata ind.Podgorica 2006
3ª Class.  kata a squadre e 5º individuale Zagabria 2009
3ª Class. juniores kata Salonicco 2005
3ª Class. cadetti kata Rjeka 2004
3ª Class. cadetti kata Wrocław (Pol) 2003
3ª Class. kata a squadre TENERIFE (ES) 2012
3ª Class. kata a squadre Istanbul 2015
3ª Class. kata a squadre Montpellier 2016
Campionati del Mediterraneo
1ª Class. kata ind. Montenegro 2014
- Campionati italiani ind.e a squadre:

1ª 2007, 2009, 2010,2013, 2014, 2015, 2016, 2018
2ª 2012, 2013, 2014.2015, 2016, 2017e2018